# Paul André (magistrat)
Pour les articles homonymes, voir Paul André.
Paul André, né le 17 avril 1858 à Mars-la-Tour (Meurthe-et-Moselle) et mort le 3 septembre 1936 dans le 5e arrondissement de Paris, est un magistrat français qui fut de 1925 à 1928 premier président de la cour de cassation.

## Biographie
Né le 17 avril 1858 à Mars-la-Tour (Meurthe-et-Moselle), Paul André est le fils d'un médecin de province, Joseph Prosper André, devenu en 1859 maire de cette commune puis éphémère député de la Moselle en 1871 avant d'entamer une carrière de préfet sous la Troisième République.
Détenteur d'une licence ès lettres, Paul André devient en 1880 substitut du procureur de la République, avant d'obtenir un poste de procureur en 1883 à Châteaulin. Procureur général en 1907 à Angers, il est nommé en 1911 président de chambre à la cour d'appel de Paris, directeur des affaires criminelles et des grâces en 1912 et enfin premier président à la cour d'appel de Paris en 1917,.
Il succède en 1920 à Jacques Flach au premier fauteuil de la section « Législation, droit public et jurisprudence » de l'Académie des sciences morales et politiques. Il est nommé le 16 septembre 1925 premier président de la cour de cassation, et fait valoir ses droits à la retraite le 5 février 1928 pour raison de santé. Il décède le 3 septembre 1936 dans le cinquième arrondissement de Paris, au 38 rue Lacépède, ayant conservé jusqu'à sa mort son titre de premier président honoraire de la cour de cassation,.

## Distinctions
- Grand officier de la Légion d'honneur (1928)[e]

## Publications
- Paul André et Fernand Marin (préf. Henri de Brancion), La loi sur l'organisation municipale du 5 avril 1884, commentaire et jurisprudence, Paris, P. Dupont, 1884, XXII-364 p. (BNF 30884992).
- Paul André, Criminalité et civilisation, discours prononcé par M. Paul André en la cour d'appel de Rouen lors de l'audience solennelle de rentrée du 16 octobre 1896, Rouen, imprimerie de J. Lecerf, 1896 (BNF 30019231).
- Paul André, Notice sur la vie et les travaux de M. Jacques Flach par M. Paul André, lue dans la séance du 10 décembre 1921 (de l'Académie des sciences morales et politiques), Paris, imprimerie Firmin-Didot, coll. « Publications de l'Institut de France » (no 32), 1921, 35 p. (BNF 31720354).

### Sources
- Henri Truchy, « Allocution prononcée par M. Henri Truchy, président de l'Académie, à l'occasion des décès de MM. Paul André et Charles Benoist, membres de l'Académie » (séance du 19 septembre 1936), Revue des travaux de l'Académie des sciences morales et politiques et comptes rendus de ses séances, 96e année, 3e série,‎ septembre-octobre 1936, p. 725–728 (lire en ligne).
- Georges Ripert, Notice sur la vie et les travaux de M. Paul André, lue dans la séance du 18 juin 1938 (de l'Académie des sciences morales et politiques), Paris, typographie de Firmin-Didot et Cie, coll. « Publications de l'Institut de France » (no 19), 1938, 36 p. (BNF 41003120).